# Henri-Frédéric Stuart
Pour les autres membres de cette famille, voir Stuart et pour les homonymes, voir Henry Stuart et Henri d'Angleterre.
Titres
Prince héritier du trône d'Écosse
19 février 1594 – 6 novembre 1612
(18 ans, 8 mois et 18 jours)
Prince héritier du trône d'Angleterre
24 mars 1603 – 6 novembre 1612
(9 ans, 7 mois et 13 jours)
Henri-Frédéric Stuart (en anglais Henry Frederick Stuart) (19 février 1594 – 6 novembre 1612), prince de Galles, duc de Rothesay et duc de Cornouailles, est le fils aîné de Jacques Ier d'Angleterre et d’Anne de Danemark. Il naît au château de Stirling et est confié très tôt par son père au comte de Mar, Alexander Erskine. Ses prénoms proviennent de ses grands-pères Henry Stuart et Frédéric II de Danemark.
Son père envisage de lui faire épouser l'infante Anne, fille aînée du roi d'Espagne Philippe III. Henri, protestant convaincu, refuse d'épouser « une papiste ». Anne épousera plus tard Louis XIII, mais le refus d'Henri le rend populaire en Angleterre.
Il envisage d'acheter à Robert Dudley le château de Kenilworth pour en faire sa résidence, mais sa mort prématurée à l'âge de 18 ans de fièvre typhoïde met fin à ce projet et empêche Dudley, alors en exil en Toscane, de se réconcilier avec le roi Jacques.

Armoiries de Henri-Frédéric Stuart